# Iso Kivijärvi (sjö i Ilomants, Norra Karelen, 63,09 N, 31,18 Ö)
Iso Kivijärvi är en sjö i kommunen Ilomants i landskapet Norra Karelen i Finland. Arean är 41 hektar och strandlinjen är 5,37 kilometer lång. Sjön  ingår i Vuoksens huvudavrinningsområde.   Den ligger omkring 89 kilometer nordöst om Joensuu och omkring 460 kilometer nordöst om Helsingfors. 
I sjön finns öarna Heinäsaari och Talassaari. 